# Ефремово (Московская область)
Ефре́мово — деревня в Шатурском муниципальном районе Московской области, в составе сельского поселения Пышлицкое. Расположена в юго-восточной части Московской области, недалеко от озёр Дубового и Святого. Население — 11 чел. (2013). Деревня известна с 1648 года. Входит в культурно-историческую местность Ялмать.

## Название
В письменных источниках деревня упоминается как Ефремовская, Афремкова (Афремова) или Ефремова. Название связано с календарным личным именем Ефрем или фамилией Ефремов.

## Физико-географическая характеристика
Деревня расположена в пределах Мещёрской низменности, относящейся к Восточно-Европейской равнине, на высоте 115 м над уровнем моря. Рельеф местности равнинный. К западу от деревни находятся бывшие колхозные поля. К востоку от деревни расположен государственный природный заказник «Озера Имлес и Дубовое с заболоченными берегами», площадью 2100 га. Здесь гнездятся и останавливаются во время миграции многие редкие и охраняемые птицы (орлан-белохвост, беркут, скопа, большой подорлик, серый журавль, глухарь и др.). В 0,3 км к югу от деревни расположено озеро Святое.
По автомобильной дороге расстояние до МКАД составляет около 170 км, до районного центра, города Шатуры, — 65 км, до ближайшего города Спас-Клепики Рязанской области — 26 км, до границы с Рязанской областью — 10 км. Ближайший населённый пункт — деревня Казыкино, расположенная в 1,5 км к западу от Ефремово.
Деревня находится в зоне умеренно континентального климата с относительно холодной зимой и умеренно тёплым, а иногда и жарким, летом. В окрестностях деревни распространены торфяно-подзолистые и аллювиальные почвы с преобладанием суглинков и глин.
В деревне, как и на всей территории Московской области, действует московское время.

## История

### С XVII века до 1861 года
В XVII веке деревня Ефремово входила в Ялманскую кромину волости Муромское сельцо Владимирского уезда Замосковного края Московского царства. Первым известным владельцем деревни был майор Давыд Юрьевич Фарсаев. В 7156 (1647/1648) году полковник Александр Петрович Гаментов получил деревню в поместье. В писцовой книге Владимирского уезда 1637—1648 гг. Ефремово описывается как деревня на Погожском озере с тремя дворами, при деревне имелись пахотные земли среднего качества и сенокосные угодья:

Деревня Ефремовская на озёр на Погожском, а в ней двор крестьянин Артюшка Павлов да дети его Парфенко, да Афонка, да Пронко Терентьев, да зять его Кононко Артемьев. Да бобылей двор Ивашко Данилов да брат его Сенка, у Ивашки дети Федоско да Мишка, да приемыш Оска Данилов. Во дворе Тараско Васильев да Родка Трофимов. Пашни паханые середние земли двадцать четвертей, да лесом поросло тридцать две чети в поле, а в дву по тому ж; сена около поль двадцать копен, да за Святым озером, на болоте, пятьдесят копен
В 1656 году деревня была дана Ивану Гавриловичу Протопопову, а от Ивана Протопопова перешло его дочери Феодосье. В 1710 году Феодосья Протопопова отдала все свои имения царице Прасковье Федоровне, во владении которой они были вплоть до 1714 года.
В результате губернской реформы 1708 года деревня оказалась в составе Московской губернии. После образования в 1719 году провинций деревня вошла во Владимирскую провинцию, а с 1727 года — во вновь восстановленный Владимирский уезд.
В 1778 году образовано Рязанское наместничество (с 1796 года — губерния). Впоследствии вплоть до начала XX века Ефремово входило в Егорьевский уезд Рязанской губернии.
В Экономических примечаниях к планам Генерального межевания, работа над которыми проводилась в 1771—1781 гг., деревня описана следующим образом:

Село Архангельское с деревнями: Филимакиной, Чисомой, Афремковою — Григория Афанасьева сына Матюшкина с выделанною церковною землею (47 дворов, 243 мужчин, 240 женщин)… Афремова при озере безымянном… земля иловатая, хлеб и покосы средственны; лес дровяной, крестьяне на оброке
В последней четверти XVIII века владельцем деревни был лейб-гвардии капитан-поручик Григорий Афанасьевич Матюшкин. После смерти Матюшкина всё его имение, насчитывавшее около 3000 душ крепостных, перешло его другу графу П. И. Панину. Дочь Матюшкина была лишена наследства, поскольку вышла замуж за Николая Лаврентьевича Шетнева без согласия родителей. Однако граф Панин, будучи человеком бескорыстным, объявил себя опекуном внучки Матюшкина, Екатерины Николаевны Шетневой, и после того, как та в 1786 году вышла замуж за П. В. Лопухина, возвратил ей всё дедовское наследство.
В 1804 году Екатерина Николаевна Лопухина отдала всё недвижимое имение, в том числе село Архангельское, в приданое своей дочери Александре, когда та вышла замуж за А. А. Жеребцова. В свою очередь Александра Петровна Жеребцова отдала имение дочери Ольге, вышедшей замуж за князя А. Ф. Орлова.
В Отечественной войне 1812 года погибли два жителя деревни, ополченцы Мартемьянов Петр Козмич, 19 лет; Иванов Антип Григорьевич, 19 лет.
По данным X ревизии 1858 года, деревня принадлежала генеральше от кавалерии, статс-даме, княгине Ольге Александровне Орловой. По сведениям 1859 года Ефремовская — владельческая деревня 1-го стана Егорьевского уезда по левую сторону Касимовского тракта, при реке Пре. На момент отмены крепостного права владелицей деревни была графиня Ольга Александровна Орлова.

### 1861—1917
После реформы 1861 года из крестьян деревни было образовано одно сельское общество, которое вошло в состав Архангельской волости.
В 1885 году был собран статистический материал об экономическом положении селений и общин Егорьевского уезда. В деревне было общинное землевладение. Земля была поделена по ревизским душам. Практиковались переделы мирской земли — пашня и луга делились каждые 10 лет. В общине был как дровяной, так и строевой лес. Лес рубили совместно с другими деревнями графини Орловой и делили сообща. В селении имелась глина, которую употребляли только на печи. Надельная земля находилась в разных участках: пашня при деревне, а покосы и лес в других участках в общем владении с другими селениями. Дальние полосы пашни отстояли от деревни на полверсты. Пашня была разделена на 90 участков. Длина душевых полос от 5 до 30 сажень, а ширина от 2 до 3 аршин. Некоторые крестьяне арендовали луга, а у трёх домохозяев был собственный луг.
Почвы были супесчаные, илистые и суглинистые, пашни — в основном низменные, но были и бугроватые. Луга были как суходольные, так и болотистые. Прогоны были неудобные, в связи с чем общине приходилось платить крестьянам деревни Филисово и Пышлицы за проход скота на пастбище. В деревне было два небольших пруда и 30 колодцев с постоянной водой, но в большей части из них вода красноватая. Своего хлеба не хватало, поэтому его покупали в селе Спас-Клепиках. Сажали рожь, овёс, гречиху и картофель. У крестьян было 30 лошадей, 94 коровы, 206 овец, 65 свиней, плодовых деревьев не было, пчёл не держали. Избы строили деревянные, крыли деревом и железом, топили по-белому.
Деревня входила в приход села Архангельское. Ближайшая школа находилась в селе Ялмонт. Мужчины занимались рыбной ловлей, кроме того было 4 плотника, сторож и один живописец. Женщины вязали сети, и тоже ловили рыбу. На заработки в Московскую губернию уходил 61 плотник.
По данным 1905 года основным отхожим промыслом в деревне оставалось плотничество. Ближайшее почтовое отделение и земская лечебница находились в селе Архангельском.

### 1917—1991
В 1919 году деревня Ефремово в составе Архангельской волости была передана из Егорьевского уезда во вновь образованный Спас-Клепиковский район Рязанской губернии. В 1921 году Спас-Клепиковский район был преобразован в Спас-Клепиковский уезд, который в 1924 году был упразднён. После упразднения Спас-Клепиковского уезда деревня передана в Рязанский уезд Рязанской губернии. В 1925 году произошло укрупнение волостей, в результате которого деревня оказалась в укрупнённой Архангельской волости. В ходе реформы административно-территориального деления СССР в 1929 году деревня вошла в состав Дмитровского района Орехово-Зуевского округа Московской области. В 1930 году округа были упразднены, а Дмитровский район переименован в Коробовский.
В 1930 году деревня Ефремово входила в Филелеевский сельсовет Коробовского района Московской области.
В начале 30-х годов в деревне был организован колхоз «Красный Октябрь». Известные председатели колхоза: Драгонин (1934 год), Курукин (сентябрь 1934—1936 гг.), Пшеницына (1942—1948 гг.).
В 1930—1950-х гг. дети из деревни Ефремово посещали школы, расположенные в близлежащих населённых пунктах: начальную школу в Филелеево и семилетнюю (позже — десятилетнюю) школу в Архангельском.
В конце 1930-х годов жертвой политических репрессий стал житель деревни — Карташев Филипп Никитович.
В 1936 году Филелеевский сельсовет был упразднён, деревня Ефремово передана Филисовскому сельсовету.
Во время Великой Отечественной войны в армию были призваны 34 жителя деревни. Из них 15 человек погибли и 9 пропали без вести. Уроженец деревни Курукин Иван Филиппович (1924 г. р.) был призван в 1942 году, служил в звании ефрейтора в 7-й гвардейской отдельной миномётной бригаде, погиб в бою 18 сентября 1944 года, был награждён медалью «За оборону Ленинграда».
В 1951 году было произведено укрупнение колхозов, в результате которого деревня Ефремово вошла в колхоз им. Сталина.
В 1954 году деревня была передана из упразднённого Филисовского сельсовета в Пышлицкий сельсовет.
3 июня 1959 года Коробовский район был упразднён, Пышлицкий сельсовет передан Шатурскому району.
В 1960 году был создан совхоз «Пышлицкий», в который вошли все соседние деревни, в том числе Ефремово.
С конца 1962 года по начало 1965 года Ефремово входило в Егорьевский укрупнённый сельский район, созданный в ходе неудавшейся реформы административно-территориального деления, после чего деревня в составе Пышлицкого сельсовета вновь передана в Шатурский район.

### С 1991 года
В 1994 году в соответствии с новым положением о местном самоуправлении в Московской области Пышлицкий сельсовет был преобразован в Пышлицкий сельский округ. В 2005 году образовано Пышлицкое сельское поселение, в которое вошла деревня Ефремово.

## Население
| 1812 | 1858 | 1859 | 1868 | 1885 | 1905 | 1970 |
| ---- | ---- | ---- | ---- | ---- | ---- | ---- |
| 190  | ↗224 | ↘207 | ↗224 | ↗240 | ↗279 | ↘100 |
| 1993 | 2002 | 2006 | 2010 | 2011 | 2013 |      |
| ↘32  | ↘27  | ↘15  | ↘12  | ↗16  | ↘11  |      |

Первые сведения о жителях деревни встречаются в писцовой книге Владимирского уезда 1637—1648 гг., в которой учитывалось только податное мужское население (крестьяне и бобыли). В деревне Ефремовской было три двора: один крестьянский двор, в котором проживало 5 мужчин, и два бобыльских двора с 7 бобылями.
В переписях за 1812, 1858 (X ревизия), 1859 и 1868 годы учитывались только крестьяне. Число дворов и жителей: в 1812—190 чел.; в 1850 году — 30 дворов; в 1858 году — 111 муж., 113 жен.; в 1859 году — 31 двор, 96 муж., 111 жен.; в 1868 году — 36 дворов, 104 муж., 120 жен.
В 1885 году был сделан более широкий статистический обзор. В деревне проживало 240 крестьян (43 двора, 114 муж., 126 жен.), из 40 домохозяев двое не имели своего двора, а пятеро имели две и более избы. На 1885 год грамотность среди крестьян деревни составляла 16 % (39 человек из 240), также 5 мальчиков учились в школе.
В 1905 году в деревне проживало 279 человек (47 дворов, 130 муж., 149 жен.). Со второй половины XX века численность жителей деревни постепенно уменьшалась: в 1970 году — 39 дворов, 100 чел.; в 1993 году — 25 дворов, 32 чел.; в 2002 году — 27 чел. (11 муж., 16 жен.).
По результатам переписи населения 2010 года в деревне проживало 12 человек (6 муж., 6 жен.), из которых трудоспособного возраста — 3 человека, старше трудоспособного — 8 человек, моложе трудоспособного — 1 человек.
Жители деревни по национальности русские (по переписи 2002 года — 100 %).
Деревня входила в область распространения Лекинского говора, описанного академиком А. А. Шахматовым в 1914 году.

## Социальная инфраструктура
Ближайшие предприятия торговли, дом культуры, библиотека и операционная касса «Сбербанка России» расположены в селе Пышлицы. Медицинское обслуживание жителей деревни обеспечивают Пышлицкая амбулатория, Коробовская участковая больница и Шатурская центральная районная больница. Ближайшее отделение скорой медицинской помощи расположено в Дмитровском Погосте. Среднее образование жители деревни получают в Пышлицкой средней общеобразовательной школе.
Пожарную безопасность в деревне обеспечивают пожарные части № 275 (пожарные посты в селе Дмитровский Погост и деревне Евлево) и № 295 (пожарные посты в посёлке санатория «Озеро Белое» и селе Пышлицы).
Деревня электрифицирована. Центральное водоснабжение отсутствует, потребность в пресной воде обеспечивается общественными и частными колодцами.
Для захоронения умерших жители деревни, как правило, используют кладбище, расположенное около села Пышлицы. До середины XX века рядом с кладбищем находилась Архангельская церковь, в состав прихода которой входила деревня Ефремово.

## Транспорт и связь
В 3 км к западу от деревни проходит асфальтированная автомобильная дорога общего пользования Дубасово-Пятница-Пестовская, на которой имеется остановочный пункт маршрутных автобусов «Пышлицы». От остановки «Пышлицы» ходят автобусы до города Шатуры и станции Кривандино (маршруты № 27, № 130 и № 579), села Дмитровский Погост и деревни Гришакино (маршрут № 40), а также до города Москвы (маршрут № 327, «Перхурово — Москва (м. Выхино)»). Ближайшая железнодорожная станция Кривандино Казанского направления находится в 55 км по автомобильной дороге.
В деревне доступна сотовая связь (2G и 3G), обеспечиваемая операторами «Билайн», «МегаФон» и «МТС». Ближайшее отделение почтовой связи, обслуживающее жителей деревни, находится в селе Пышлицы.

## Памятники археологии
В 1 км к юго-западу от деревни, на западном берегу озера Святого обнаружены два поселения эпохи бронзы. В ходе раскопок в Поселении 1 найдена лепная керамика, орнаментированная и без орнамента; поселение относят предположительно к поздняковской культуре. В Поселении 2 были найдены обломок полированного долота, осколок кремня, а также лепная керамика.
В 1 км к северо-северо-востоку от деревни на юго-западном берегу озера Дубовое обнаружено селище, XI—XIII вв. В селище найдена древнерусская гончарная керамика с линейным и волнистым орнаментом.